# Rhaphidophora beccarii
Rhaphidophora beccarii är en insektsart som beskrevs av Griffini 1908. Rhaphidophora beccarii ingår i släktet Rhaphidophora och familjen grottvårtbitare. Inga underarter finns listade i Catalogue of Life.